# Willi Kramer
Willi Kramer (* 1. April 1949 in Neuenburg am Rhein) ist ein deutscher Archäologe, der mit Schwerpunkten in der Mittelalter-, Unterwasser- und Neuzeitarchäologie in der archäologischen Denkmalpflege des Landes Schleswig-Holstein gearbeitet hat.

## Leben und beruflicher Werdegang
Die Eltern von Willi Kramer waren der Zahnarzt Wilhelm Julius Kramer (1914–1990) und Selma Maria Kramer geb. Stegmann (1929–2004). Er besuchte vom 10. April 1959 bis zum 20. Juni 1968 das von Jesuiten geleitete Internat Kolleg St. Blasien im Schwarzwald. Er studierte Frühgeschichtliche, Provinzialrömische und Urgeschichtliche Archäologie in Freiburg im Breisgau, München und Zürich. Nach dem Magisterexamen 1978 promovierte er 1979 bei Wolfgang Hübener mit einer Dissertation über das Merowingische Reihengräberfeld von Bourogne bei Belfort. Während der Studienzeit arbeitete Kramer in Werkverträgen für das Landesamt für Denkmalpflege Baden-Württemberg bei Ausgrabungen an der Klosterkirche von Schuttern und dem Münster von Säckingen. Von 1973 an war er Grabungsleiter großflächiger Ausgrabungen am Kaiserstuhl, die im Zusammenhang von Flurbereinigungen notwendig geworden waren. Von 1977 bis 1979 war er mit verschiedenen Grabungsleitungen u. a. im Schwarzwald-Baar-Kreis betraut.
Vom 1. August 1979 bis zu seiner Pensionierung im Jahre 2012 war Kramer Dezernent am 
Archäologischen Landesamt Schleswig-Holstein. Von 1984 bis 2002 war er vom Land Schleswig-Holstein benanntes Mitglied (von zweien) des Verbandes der Landesarchäologen in der Bundesrepublik Deutschland, dabei u. a. Vorsitzender der Kommissionen „Datenbank“ und „Unterwasserarchäologie“. Zusammen mit Hugo Borger, Renate Eichholz (WDR) und Joachim Reichstein war er Mitbegründer und -herausgeber der Zeitschrift Archäologie in Deutschland (1984 bis 1996).
Willi Kramer ist verheiratet mit der Archäologin, Betriebswirtin und Künstlerin Anke Feiler-Kramer. Das Paar hat zwei Kinder (* 1996 und * 1999). Drei weitere Kinder (* 1977, * 1980 und * 1984) entstammen einer ersten Ehe.

## Archäologische Arbeiten
Von 1979 bis 1992 war Willi Kramer im Archäologischen Landesamt für die Archäologie des Mittelalters zuständig. Von 1992 bis 2004 verantwortete er die Unterwasserarchäologie in Nord- und Ostsee, danach war er Gebietsdezernent für die vier nordöstlichen Kreise Schleswig-Holsteins, und von 2009 bis 2012 hatte er die Zuständigkeit für den Denkmalschutz inne.

### Mittelalterarchäologie
- Ausgrabungen in Flensburg (1989–1991)[2][3], Kiel[4][5], Reinbek und Wedel.[6][7]
- Danewerk:→ Hauptartikel: DanewerkIm Jahre 1983 war wegen des Baus einer Umgehungstraße um Klein Dannewerk eine archäologische Untersuchung am Danewerk notwendig geworden. Ein wenige Meter breites Stück des Walles sollte dem Straßenbau weichen. Willi Kramer war mit der Grabungsleitung beauftragt. Er konnte ein 6 Meter langes Teilstück der Feldsteinmauer des Danewerks freilegen. Beim Abtrag der massiven, 2,4 m breiten Mauer und hier noch 1,2 Meter hohen aus lehmverfugten Feldsteinen zeigten sich röhrenförmige Hohlstellen. An der Basis der Mauer gingen diese Hohlstellen in Pfostengruben über, die im tieferen und im Grundwasser liegenden Bereich noch massive Eichenholzbohlen enthielten. Die Holzbohlen mit ihren röhrenförmigen Hohlräumen im Mauergefüge waren somit konstruktive Teile der Feldsteinmauer. Eine dendrochronologische Datierung ergab für vier Bohlen Altersangaben von um 740 n. Chr. Da die Feldsteinmauer bis dahin als Bauwerk des 12. Jahrhunderts galt, verschob sich die Chronologie der einzelnen Wallstufen des Danewerks entsprechend.[8]

### Unterwasserarchäologie
Im Jahre 1991 absolvierte Kramer das 10-wöchige Training an der Christian-Albrechts-Universität zu Kiel zum geprüften Forschungstaucher. In der Folge begründete er zusammen mit Helmut Schlichtherle den Arbeitskreis der Kommission für Unterwasserarchäologie im Verband der Landesarchäologen. Die beiden Archäologen definierten dabei erstmals in Deutschland die Bandbreite der Unterwasser- und Feuchtbodenarchäologie sowie deren besonderen Relevanzen hinsichtlich Denkmalschutz und Erhaltung.
- Seesperrwerk in der Ostseeförde Schlei:→ Hauptartikel: Danewerk#Schlei-SeesperrwerkAusgehend von Baggerfunden aus dem Jahre 1925, bei denen große Mengen an Holzbohlen aus der Großen Breite der Ostseeförde Schlei geborgen worden waren, unternahm Kramer von 1992 bis 2002 unterwasserarchäologische Untersuchungen. Die 1925 noch nicht zu erklärenden Funde erwiesen sich schließlich als Teile eines Seesperrwerks von um 740 n. Chr. von 1200 Metern Länge, wohl zeitgleich mit der Feldsteinmauer des Danewerks.[11] Zusammen mit Gert Wendt (1940–2024), Professor für Maritime Elektronik und Technische Akustik am Institut für Nachrichtentechnik der Universität Rostock, fanden von 1993 bis 2002 im Rahmen eines vom Bundesministerium für Bildung und Forschung geförderten Forschungsunternehmens hydoakustische Untersuchungen statt, die den genauen Verlauf erkunden ließen. Dabei entwickelte die Forschungsgruppe Hydroakustik ein parametrisches Multibeam-Sedimentsonar mit 48 Schallstrahlen. Mit dem SES 2000 entstand die Grundlage einer Produktfamilie, die von der Warnemünder Firma Innomar Technologie GmbH hergestellt und zur Seebodenuntersuchung weltweit vertrieben wird.[12]

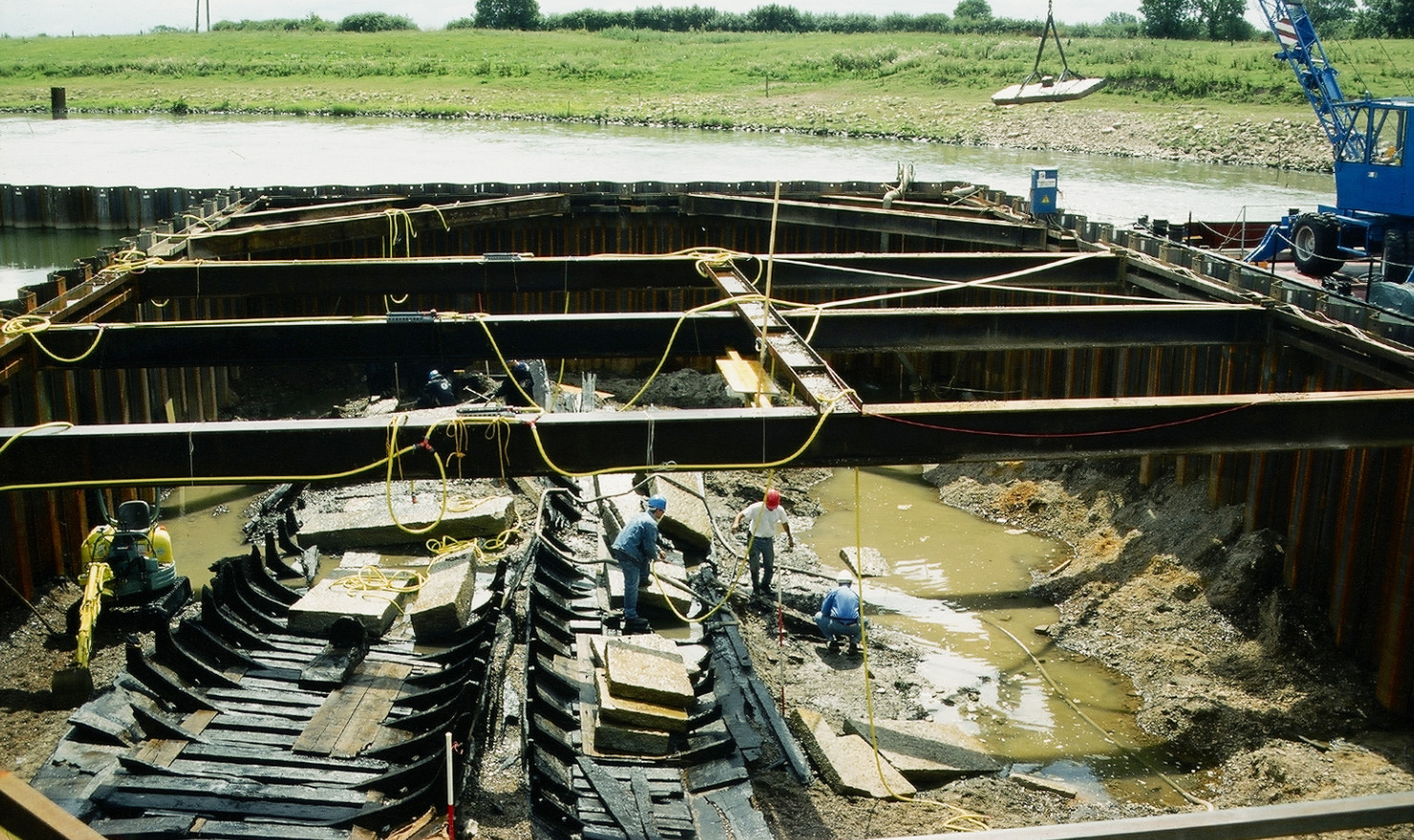
Die Weserwracks von Rohresen bei der Ausgrabung des Jahres 1999

- Die Weserwracks von Rohresen bei der Ausgrabung des Jahres 1999 Bergung zweier Lastkähne des 18. Jahrhunderts aus der Weser bei Rohrsen: Im Jahre 1999 barg Kramer, unterstützt von dem polnischen Archäologen Robert Domzal (später Direktor des Nationalen Maritimen Museums in Danzig), im Auftrag des Weserrenaissance-Museums (Lemgo) zwei Lastkähne aus der Weser. Nachdem im Vorjahr die Bergung aus dem Wasser wegen Hochwassers gescheitert war, wurde 1999 nach den von Kramer gemessenen Koordinaten ein Spundwand-Kastenbauwerk. In diesem Bauwerk wurden die beiden Wracks, das eine 28,6 Meter, das daneben liegende 18,5 Meter lang, mit ihrer Ladung aus 60 Tonnen Sandsteinrohlingen freigelegt, vermessen und von Kramer mit der Software Autodesk 3ds Max im Gauß-Krüger-Koordinatensystem dreidimensional dokumentiert. Die Wracks befinden sich nach ihrer Konservierung im LWL-Industriemuseum Schiffshebewerk Henrichenburg.[13][14]

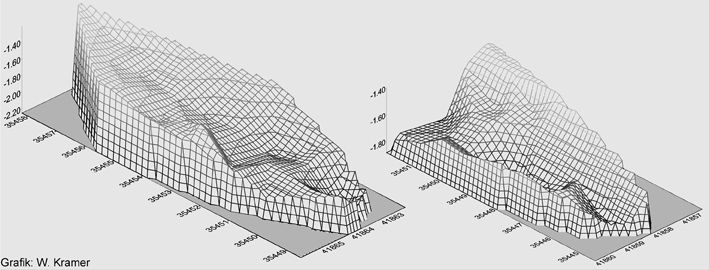
3d-Kartierung von zwei Schiffswracks der Bootsflotille vom Schleswiger Tegelnoor nach den erbohrten Kontaktpunkten

- Schleswig-Tegelnoor-Wracks:→ Hauptartikel: Schleswig-Tegelnoor-Wracks3d-Kartierung von zwei Schiffswracks der Bootsflotille vom Schleswiger Tegelnoor nach den erbohrten KontaktpunktenLokalisierung einer Bootsflotille des frühen 17. Jahrhunderts in einem vermoorten Seitennoor der Ostseeförde Schlei beim Schlewiger Ortsteil Friedrichsberg. Vermessung zweier Wracks und 3d-Dokumentation, Bergung von Wrackteilen und Datierung.

### Archäologie des 20. Jahrhunderts
- → Hauptartikel: KZ-Außenlager Ladelund#Freilegung eines Panzergraben-Teilstücks2011: Freilegung eines Panzergraben-Teilstücks für die KZ-Gedenkstätte Ladelund
- → Hauptartikel: Stammlager X Az Heidkaten (Kaltenkirchen)#Denkmalpflege, Archäologie2009: Archäologische Dokumentationen auf dem Gelände des ehemaligen Stammlager X Az Heidkaten („Erweitertes Krankenrevier Heidkaten“) bei Kaltenkirchen

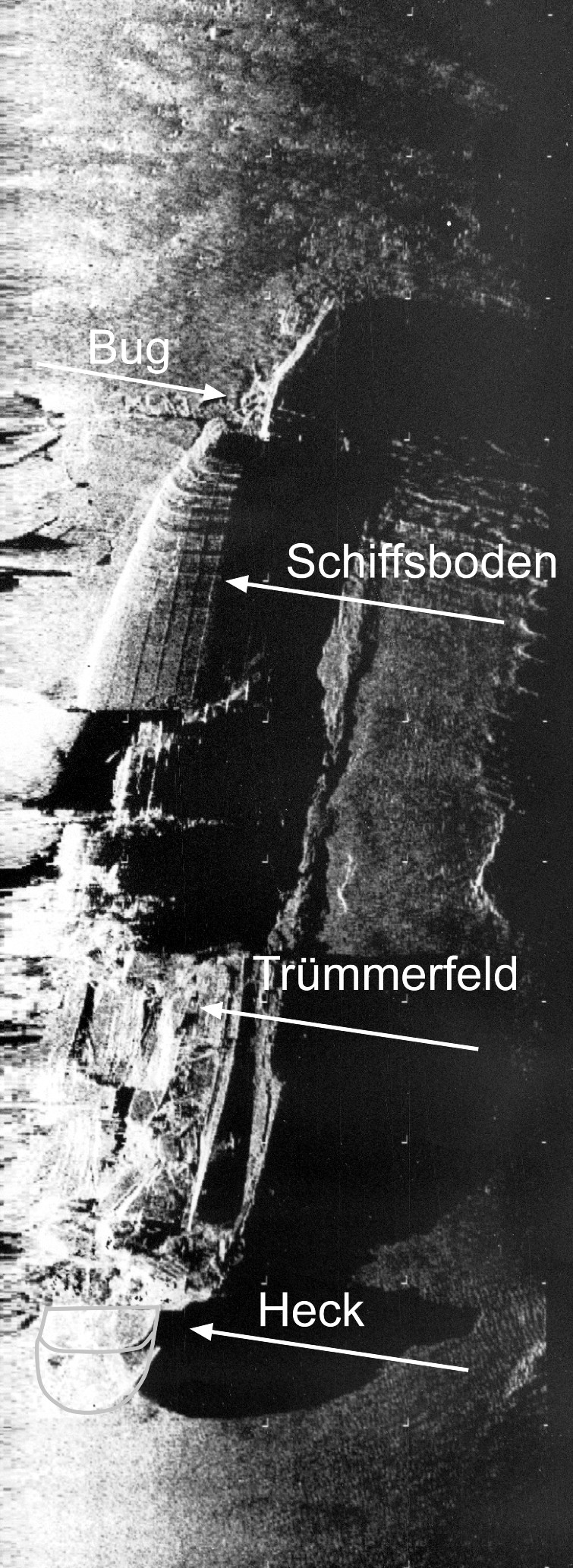
Sidscan-Aufnahme des Wracks der Wilhelm Gustloff. Zustand April 1992

- SMS Kleiner Kreuzer Dresden (1908):→ Hauptartikel: Dresden (Schiff, 1908)#Archäologie Das Wrack von SMS Kleiner Kreuzer Dresden liegt 500 Meter vor der Cumberlandbucht der chilenischen Robinson-Crusoe-Insel in 70 Meter Wassertiefe. Seit 1956 ist es ein nationales chilenisches Kulturdenkmal und Kriegsgrab.Die Archäologen James P. Delgado (rechts) und Willi Kramer im Jahre 2003 neben den Einschlagslöchern britischer Artilleriegranaten. Punta San Carlos, Robinson Crusoe Island, ChileSidscan-Aufnahme des Wracks der Wilhelm Gustloff. Zustand April 1992 Im März 2003 leiteten der amerikanische Marinearchäologe James P. Delgado und Willi Kramer eine erste Untersuchung des Dresden-Wracks.[15] Die beiden Archäologen besahen sich die bekannten Einschlagstellen der Schiffsartillerie von HMS Kent. Sie vermaßen die genau gegenüberliegenden Stellen sowie die Einschlagrichtungen und konnten so die Schusspositionen feststellen. Die für gepanzerte Schffsziele bestimmten Granaten waren in das vulkanische Gestein eingedrungen ohne zu explodieren. Sie hatten auch den Rumpf der Dresden durchquert. Der britische Kapitän hatte somit seinen Versenkungsauftrag mit weitest möglicher Rücksichtnahme ausgeführt, sodass es unter der Dresdenbesatzung nur geringe Verluste gab. Bei den Taucharbeiten am Wrack wurde die Schiffsglocke entdeckt. Zu ihrer Bergung im Februar 2006 wurde Kramer von Jörg Duppler begleitet, dem vormaligen Amtschef des Militärgeschichtlichen Forschungsamtes in Potsdam. Das Vorhaben „Exploración Arqueológica Submarina al Crucero Ligero Dresden“ unter Kramers Leitung wurde von der Armada de Chile unterstützt. Die deutsche Botschaft Santiago de Chile koordinierte das Unternehmen hin zur Armada und zum Consejo de Monumentos[16]. Die Glocke wurde am 24. Februar 2006[17][18][19][20] Im Folgejahr verhandelte Kramer gemeinsam mit Mitarbeitern der deutschen Botschaft über eine Leihgabe der Glocke. Mit Mitteln des Auswärtigen Amtes und der ehemaligen Bauwerft, Blohm+Voss wurden zwei Abgüsse erstellt und nach Chile verbracht. Das 144 kg schwere Original war bis 2023 im Militärhistorischen Museum der Bundeswehr in Dresden ausgestellt. Am 14. März 2023 gab die deutsche Botschafterin Irmgard Maria Fellner die Glocke in einer feierlichen Veranstaltung zurück an die Armada de Chile und den Consejo de Monumentos Nacionales. Sie sei „das Dreieck der Freundschaft zwischen Chile und Deutschland“.[21]

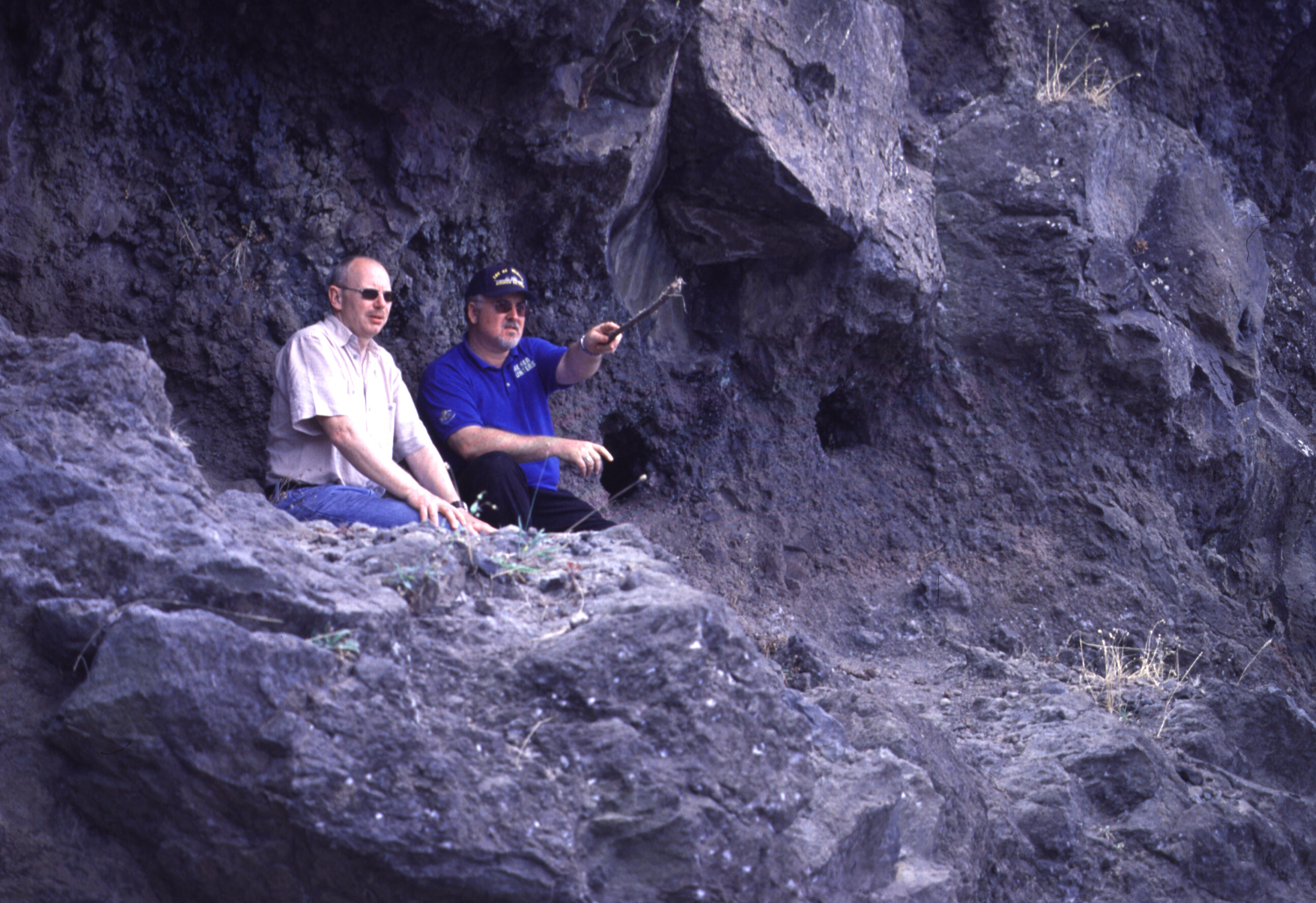
Die Archäologen James P. Delgado (rechts) und Willi Kramer im Jahre 2003 neben den Einschlagslöchern britischer Artilleriegranaten. Punta San Carlos, Robinson Crusoe Island, Chile

- Dokumentation des Wracks von MS Wilhelm Gustloff: Im März 1992 hatte Kramer vom damaligen Bundesminister der Verteidigung, Gerhard Stoltenberg, den Auftrag erhalten, den Bestand des Wracks der Wilhelm Gustloff festzustellen. Hierfür wurden ihm das Ausbildungstauchschiff „Langeoog“ der Deutschern Marine sowie eine Gruppe Minentaucher zur Verfügung gestellt. Als Erkundungsmöglichkeit stand ein kleines Ferngesteuertes Unterwasserfahrzeug (ROV) zur Verfügung. Das Wrack stellte sich als nur zu etwa 10 Prozent erhalten. An der erhaltenen Bugsektion hängen drei dicke Stahlkabel als Zeugnisse eines Bergungsversuchs. Der vordere Mittschiffsboden weist nach oben. Es folgt ein Trümmerfeld. Das Heck ist unversehrt. Trotz mehrerer Stunden Absuche mit dem ROV fanden sich keinerlei Reste der Panzerglasscheiben des Promenadendecks, keine einzelne Scherbe des mehr als 20.000 Teile umfassenden Weißgeschirrs, keinerlei erhaltene Textilien, keine Koffer, kein Rest eines der vielen hundert Kinderwägen, die an Bord waren, und keine menschlichen Überreste. Das Wrack ist zwischen 1945 und 1954 von sowjetrussischer Seite aus nicht nur abgebaut, sondern vollständig bereinigt worden. Als polnische Dienststellen im Jahre 1954, dem Jahr nach Stalins Tod, erstmals das bis dahin gesperrte Seegebiet erreichen konnten, war das Wrack bereits in diesem Zustand. Um die Entspannung nach dem Kalten Krieg nicht zu stören, war 1992 auf eine Publikation dieses Befundes verzichtet worden.
- Dokumentation der unterirdischen Anlagen von Mittelbau-Dora:→ Hauptartikel: Mittelwerk GmbH#Dokumentation der unterirdischen Anlagen des Mittelwerks Willi Kramer hatte bei ersten Untersuchungen wassergefüllter Tunnelbereiche im Jahre 1992 festgestellt, dass dort größere Produktionsgegenstände sehr gut erhalten geblieben sind. Im Jahre 1995 barg er für das Deutsche Technikmuseum ein komplettes Triebwerk einer V2. Im Jahre 1998 leitete er im Auftrag des Landes Thüringen die Vermessung des gesamten Tunnelsystems und erfasste dabei weitere Bestände. Er nannte diese Arbeiten „Archäologie des Terrors“.[22]
- Bergung der Überreste einer Gloster Meteor→ Hauptartikel: Absturz der Gloster Meteor EE411 in Sülfeld, 16. Juni 1947: Auf Initiative des ehrenamtlichen Gemeidearchivars Ulrich Bärwald von Sülfeld, Kreis Segeberg, untersuchte Willi Kramer im März 2006 die Absturzstelle einer Gloster Meteor der Royal Air Force. Der 24-jährige Flight Lieutenant James Mason war am 16. Juni 1947 bei einem Übungsflug in einem nahe des Ortes gelegenen Niederungsmoor tödlich verunglückt. Kramer barg Reste des Cockpits, Brieftasche, Uhr, Kleidungsstücke des Piloten. Die genaue Einmessung der Funde und der menschlichen Überreste ergab, dass das Flugzeug nicht wie von den Begleitpiloten berichtet, in steilem Winkel abgestürzt war, sondern in einem Winkel von 5 Grad in das Moor eingeschlagen ist. Der Pilot hatte offenbar eine Notlandung des beschädigten Flugzeugs versucht, die wegen des Weichbodens missglückte. Funde und menschliche Überreste übergab Willi Kramer am folgenden Tag Mitgliedern des Stabes des Britischen Militärattachés in Berlin in den Räumen des Archäologischen Landesamtes Schleswig-Holstein. An der Übergabe nahmen zwei Offiziere des Aufklärungsgeschwaders 51 „Immelmann“ der Luftwaffe teil.

## Multimediale Ausstellung "Sliesthorp-Haithabu-Schleswig" im Schleswiger Stadtmuseum

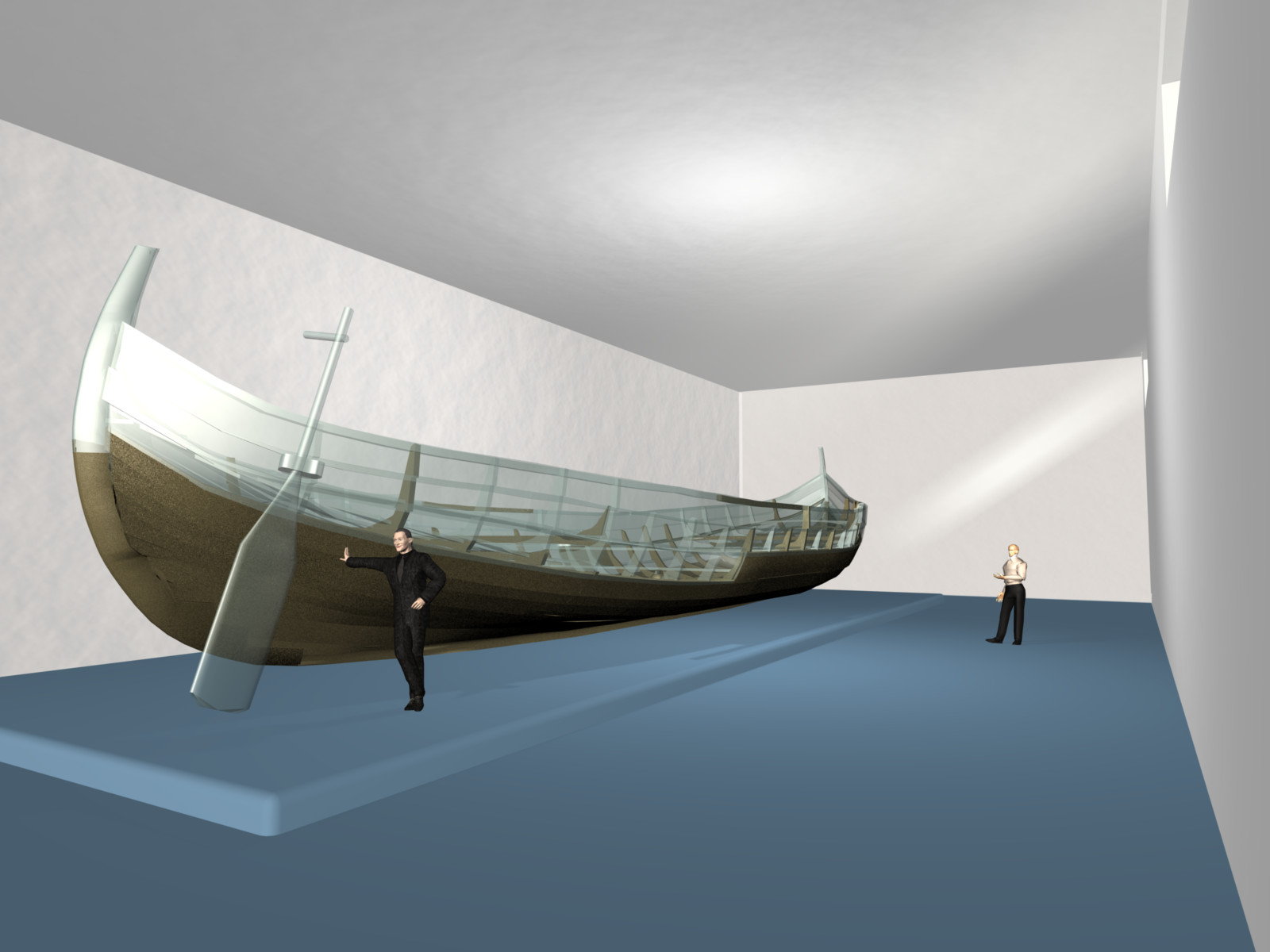
Wrack III von Haithabu nach im Jahre 1999 gemessenen Daten in einem virtuellen Museum

Gemeinsam mit Anke Feiler–Kramer erstellte er in den Jahren 2003/04 für das Stadtmuseum Schleswig eine multimediale Ausstellung, welche erstmals die geschichtlichen Themen Haithabu und Schleswig verband. Kramers Anteil daran, die 3d-Visualisierungen und virtuellen Rekonstruktionen, waren ein Geschenk des Archäologischen Landesamtes Schleswig-Holstein an die Stadt Schleswig zur 800-Jahr-Feier im Jahre 2004. Der Besucher findet zwei Ebenen der Information: Großformatige Tableaus mit visueller und textlicher (deutsch/dänisch) Information. Zwei Monitore lassen menugesteuert durch Video und animierte Sequenzen tiefer in die Themen einarbeiten. Im Jahre 2014 modernisierte Kramer die Technik der Ausstellung. Sie ist seither auf Basis einer Datenbank HTML 4 – gesteuert und um Inhalte von Kramers Ausgrabungen in der Altstadt von Schleswig ergänzt.

## Ehrenamtliche Tätigkeiten
- 1984–1994 Gemeindevertreter, Vorsitzender des Finanzausschusses und Schulverbandsvorsteher von Rieseby
- 1990–1994 Mitglied des Kreistages des Kreis Rendsburg-Eckernförde für die Region Schwansen
- 1990–2000 Erster Vorsitzender des Kuratoriums Albatros – Rettung über See. Ostsee 1945. Organisator der deutsch-polnischen Veranstaltung „50 Jahre – Untergang der Wilhelm Gustloff“ (28.–30. Januar 1995) sowie der dreitägigen deutsch-dänischen Veranstaltung „Deutsche danken Dänemark“ (in Erinnerung an die Aufnahme von bis zu 250.000 deutschen Flüchtlingen in Dänemark 1945–1948), Juni 1998.
- Autor in der deutschen und französischen  Wikipedia unter dem Alias „Cromarelli“ mit Schwerpunkt auf Geschehnisse und deutsche Verbrechen im besetzten Frankreich. Größere Artikel in der französischen Wikipedia: Rafle de Murat (24 juin 1944), Rafle de Clermont-Ferrand (25 juin 1943), Rafle de Gerzat (21 juin 1944), Massacre du Bois de Boulogne, Paul-André Lobstein, Caesar von Hofacker.

## Veröffentlichungen
In den Regesta Imperii der Akademie der Wissenschaften und der Literatur, Mainz, sind 38 wissenschaftliche Beiträge gelistet.